# Maserati 3500
Maserati 3500 GT — спортивні автомобілі класу гран-турізмо в кузові купе або родстер італійської компанії Maserati.

## Опис

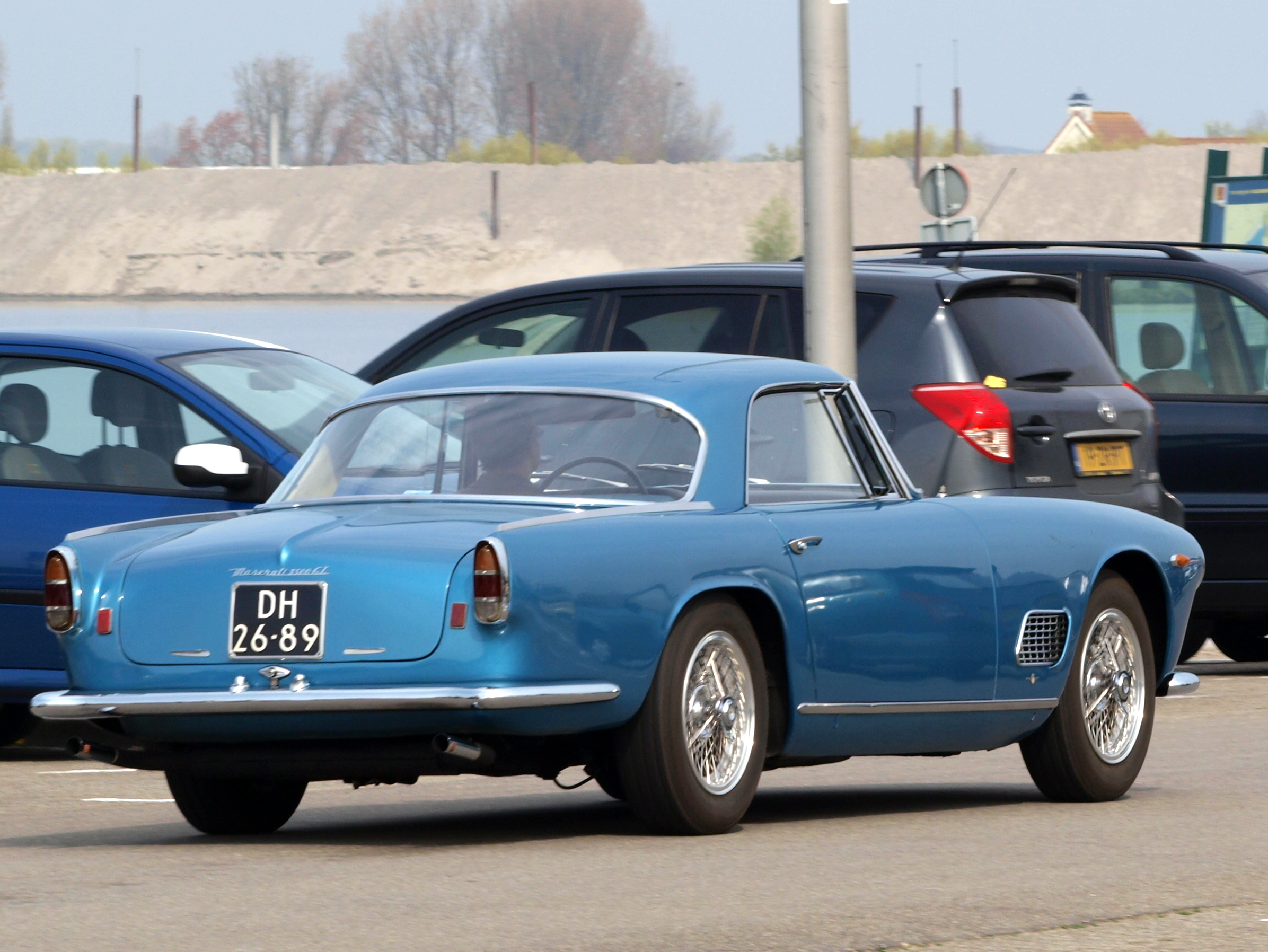
Maserati 3500 GT

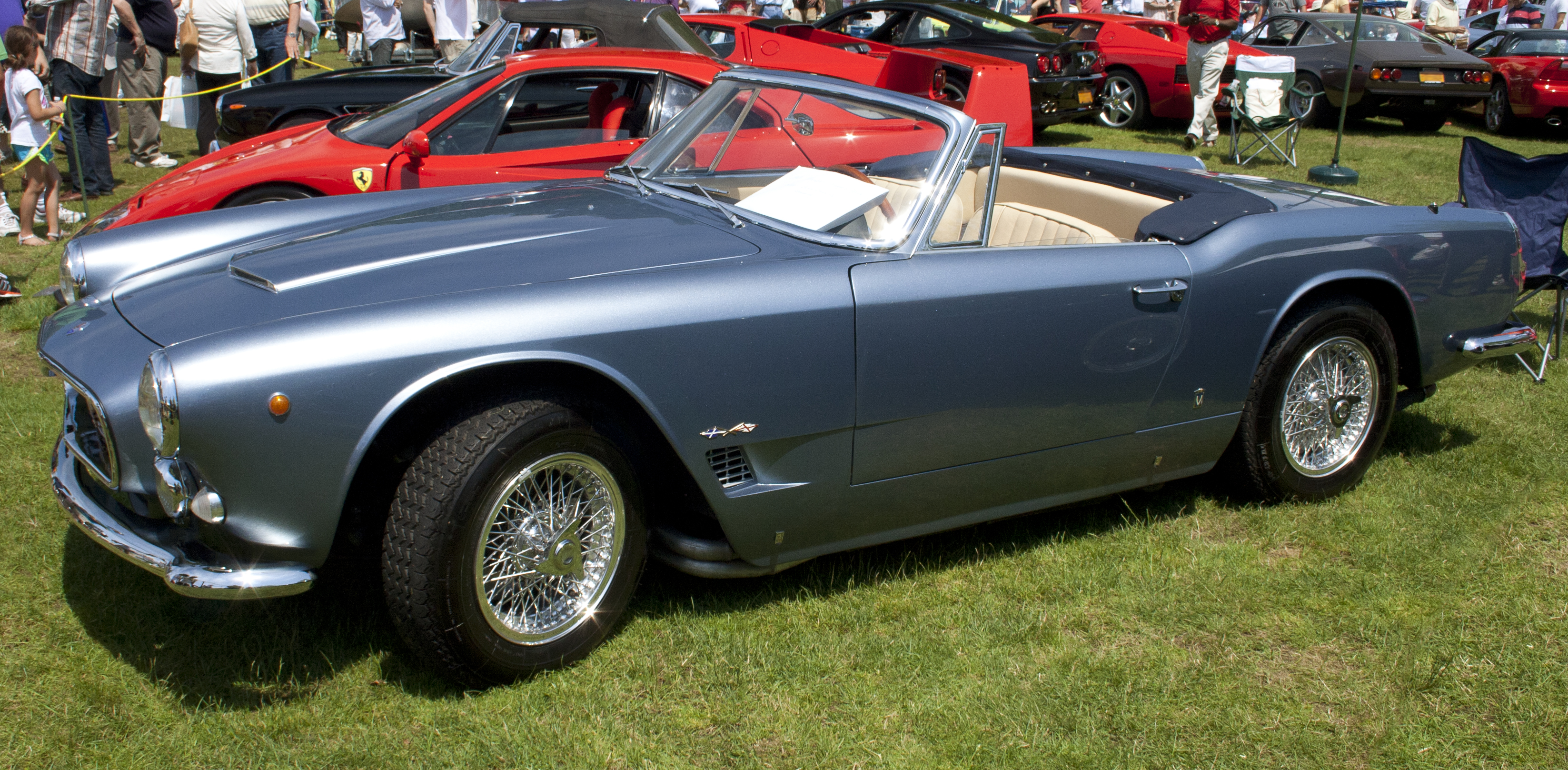
Maserati 3500 GT Spider

Під керівництвом головного інженера Джуліо Альфіері (Giulio Alfieri) був створений прототип чотиримісного дводверного спорт-купе під ім'ям Maserati 3500 GT, представлений на автошоу в Женеві в березні 1957 року. Це був дебют компанії Maserati у виробництві звичайних дорожніх автомобілів, після випуску виключно гоночних болідів. Кузов був розроблений в компанії Touring (Мілан).
Автомобіль випускався до 1964 року, і всього було випущено 1983 автомобіля моделі Maserati 3500.
Купували даний автомобіль, переважно, люди з вищого світу, серед яких були принц Монако — Реньє III, Ентоні Квін, Альберто Сорді. У перший же рік було продано 119 автомобілів, а до 1961 року був проданий 500-й автомобіль.